# Монпеза-су-Бозон
Монпеза́-су-Бозо́н (фр. Montpezat-sous-Bauzon, окс. Montpesat) — коммуна во Франции, находится в регионе Рона — Альпы. Департамент коммуны — Ардеш. Административный центр кантона Монпеза-су-Бозон. Округ коммуны — Ларжантьер.
Код INSEE коммуны — 07161.
В состав коммуны входят деревни Шалья и Ле-Фо.

## Население
Население коммуны на 2008 год составляло 780 человек.
| 1962 | 1968 | 1975 | 1982 | 1990 | 1999 | 2008 |
| ---- | ---- | ---- | ---- | ---- | ---- | ---- |
| 566  | 693  | 676  | 649  | 698  | 634  | 780  |

## Экономика
В 2007 году среди 416 человек в трудоспособном возрасте (15—64 лет) 284 были экономически активными, 132 — неактивными (показатель активности — 68,3 %, в 1999 году было 61,5 %). Из 284 активных работали 239 человек (125 мужчин и 114 женщин), безработных было 45 (21 мужчина и 24 женщины). Среди 132 неактивных 25 человек были учениками или студентами, 77 — пенсионерами, 30 были неактивными по другим причинам.

## Достопримечательности
- Романская церковь Нотр-Дам-де-Преваншер (XII век)
- Часовня Мари-Ривье
- Ла-Вестид-дю-Паль — один из крупнейших кратеров в Европе

## Фотогалерея

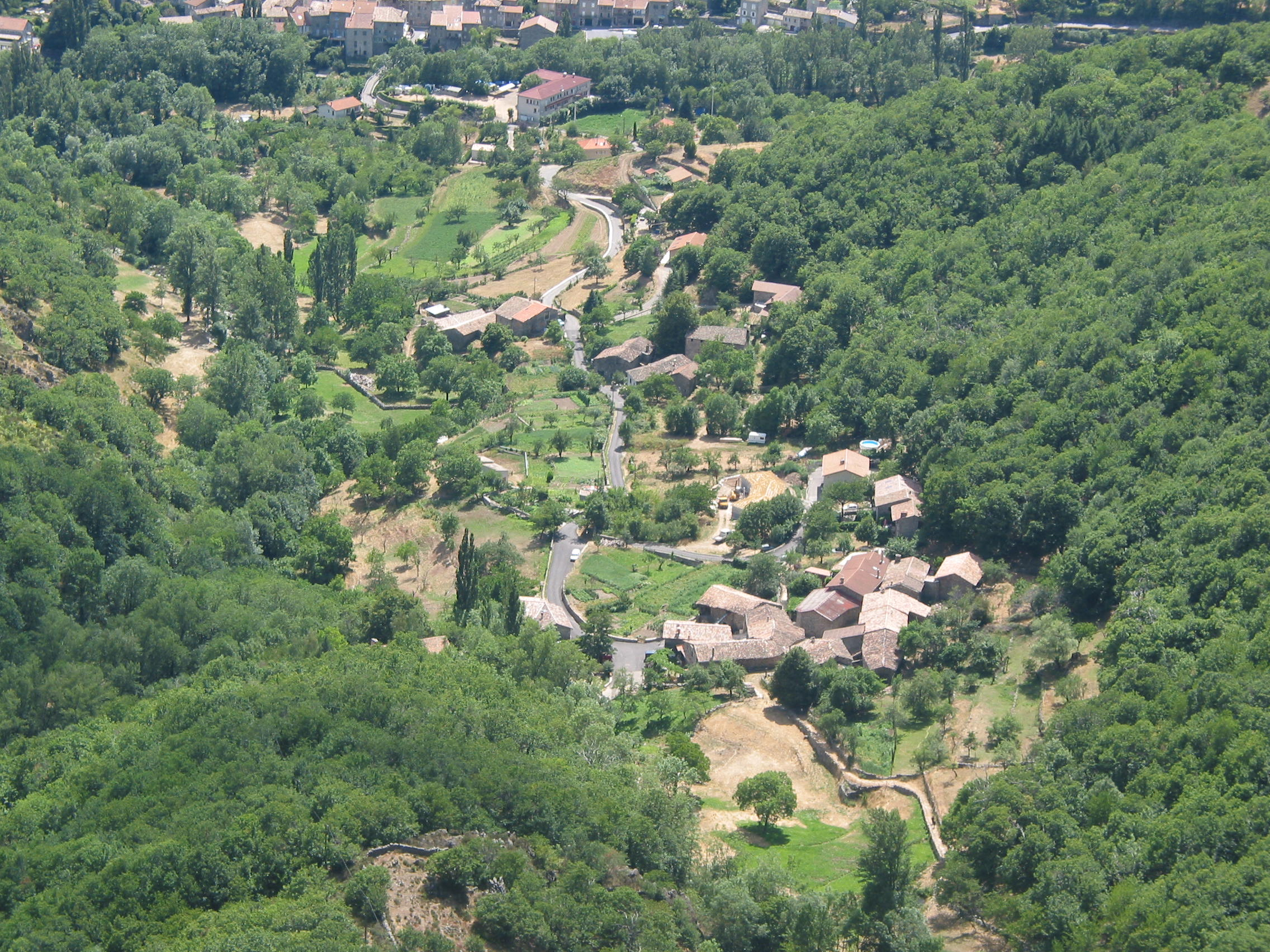
Деревня Шалья
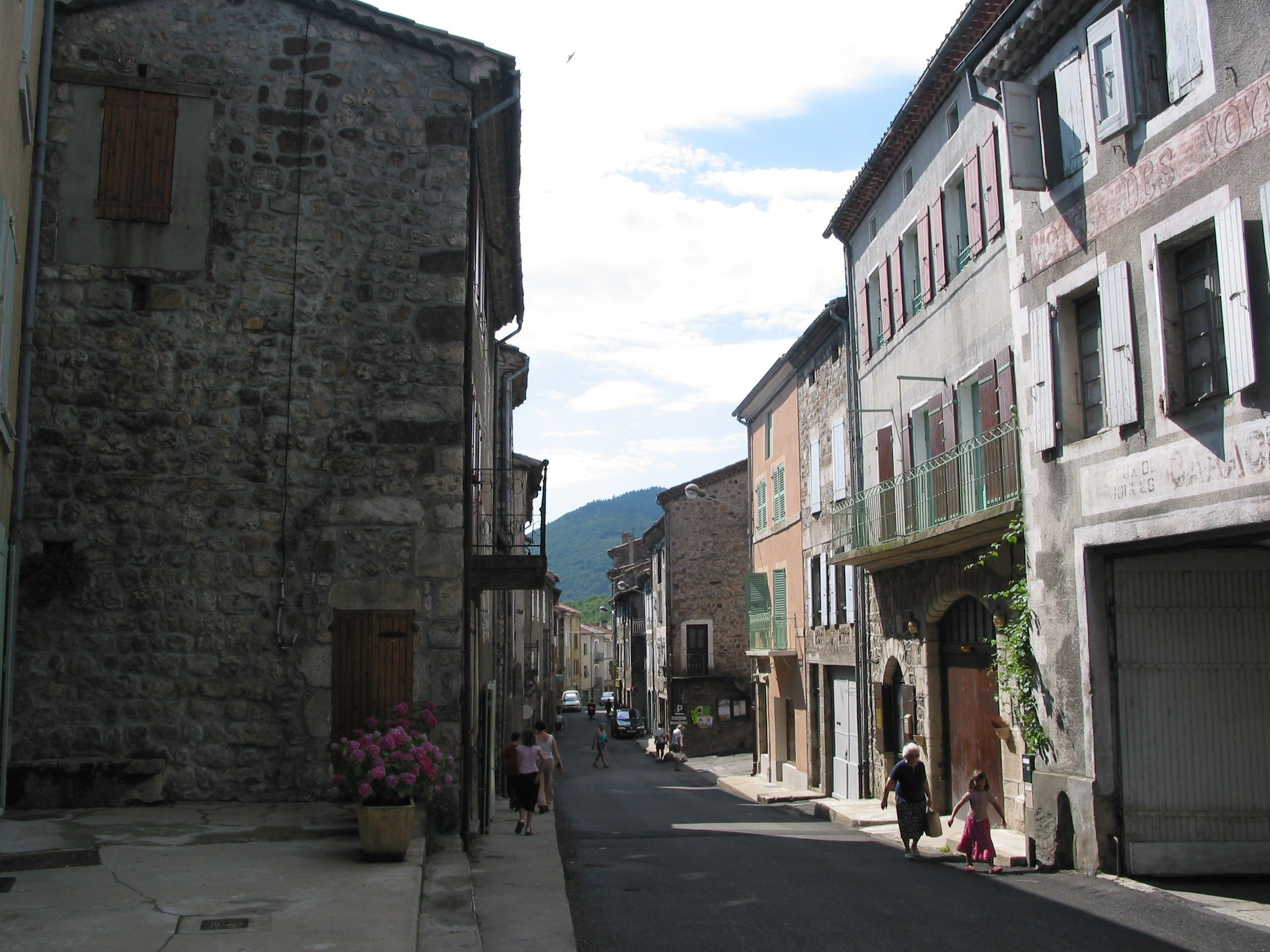
Улица в Монпеза-су-Бозон
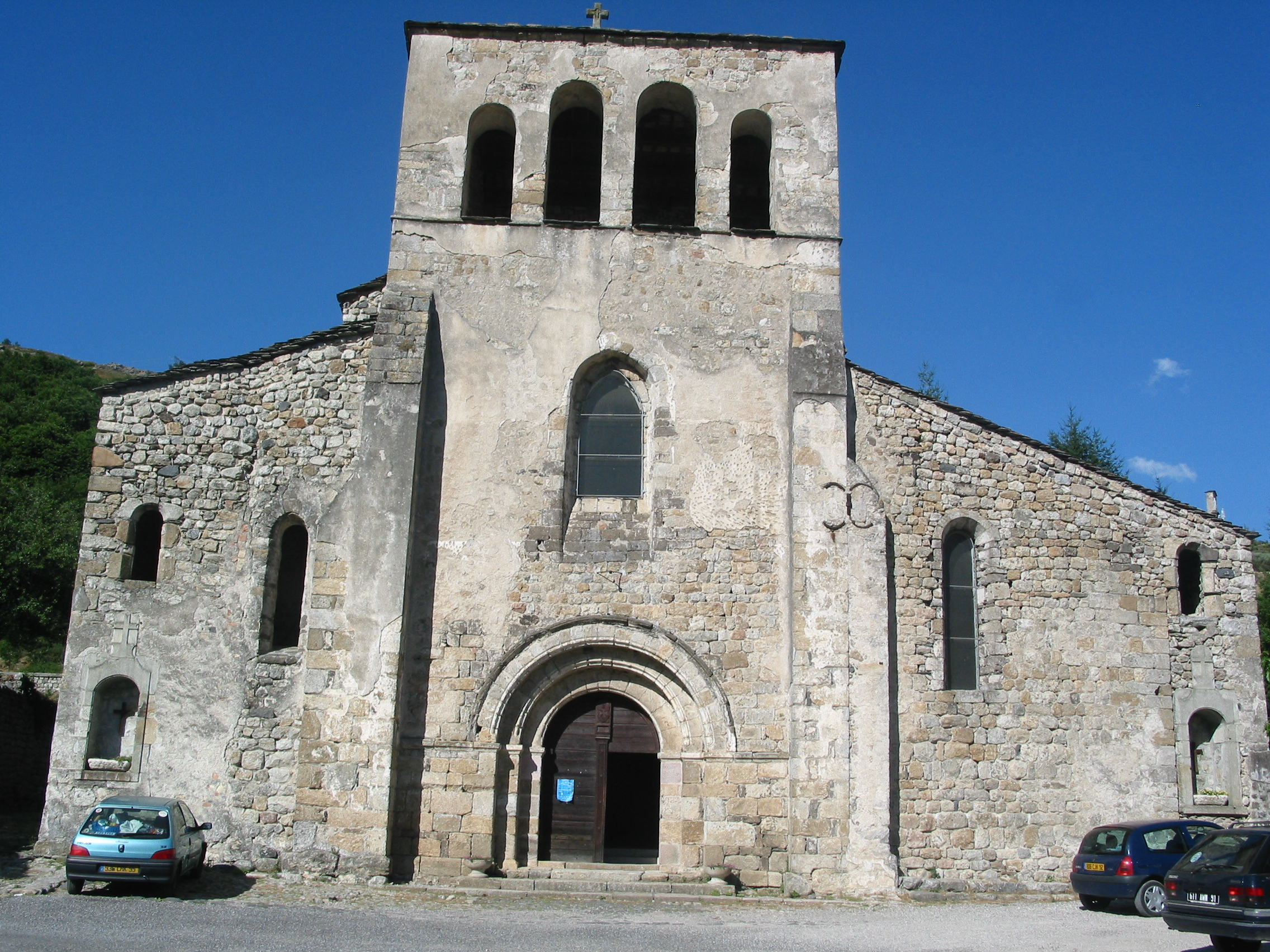
Церковь Нотр-Дам-де-Преваншер
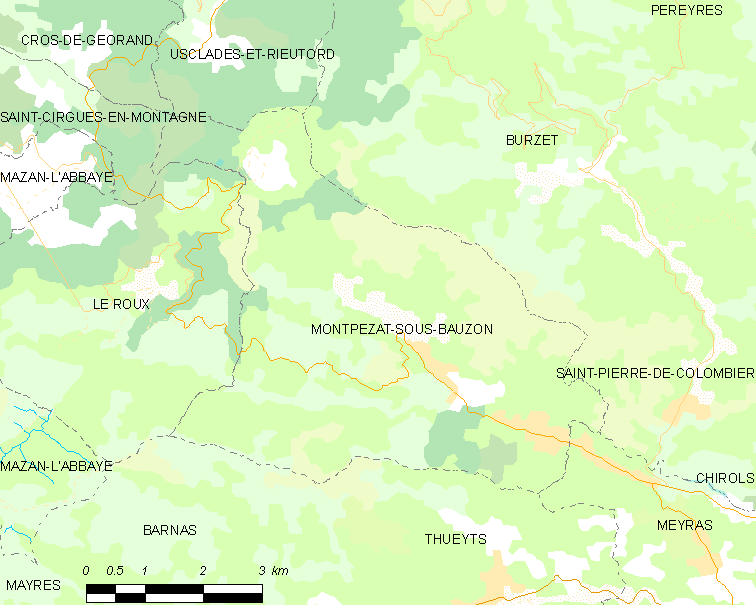
Карта коммуны